# Sical barrosi
Sical barrosi är en insektsart som först beskrevs av Navás 1934.  Sical barrosi ingår i släktet Sical och familjen myrlejonsländor. Inga underarter finns listade i Catalogue of Life.